# Orodesma demepa
Orodesma demepa is een vlinder uit de familie van de spinneruilen (Erebidae). Deze soort is voor het eerst wetenschappelijk beschreven door Harrison Gray Dyar Jr. in een publicatie uit 1914.
De soort komt voor in Mexico.